# 貞巌寺
貞巌寺（ていがんじ）は、東京都葛飾区にある浄土宗の寺院。

## 歴史
1630年（寛永7年）、心誉受頓によって開山された。心誉受頓は現在の台東区の天嶽院の僧侶で、現在の台東区今戸に天嶽院の末寺として創建した寺が起源である。その後、承応年間（1652年-1655年）に新鳥越に移転した。
1910年（明治43年）の大水害や1923年（大正12年）の関東大震災で壊滅的被害を受けた。寺宝や古文書もその時に失い、詳細な由来は不明になっている。
1938年（昭和13年）に現在地に移転した。

## 交通アクセス
- 京成立石駅より徒歩6分（経路案内）。
- 青砥駅より徒歩8分（経路案内）。